# Anadrymadusa jordanica
Anadrymadusa jordanica är en insektsart som beskrevs av Katbeh Bader och Massa 2000. Anadrymadusa jordanica ingår i släktet Anadrymadusa och familjen vårtbitare. Inga underarter finns listade i Catalogue of Life.